# Ruth Wertheim

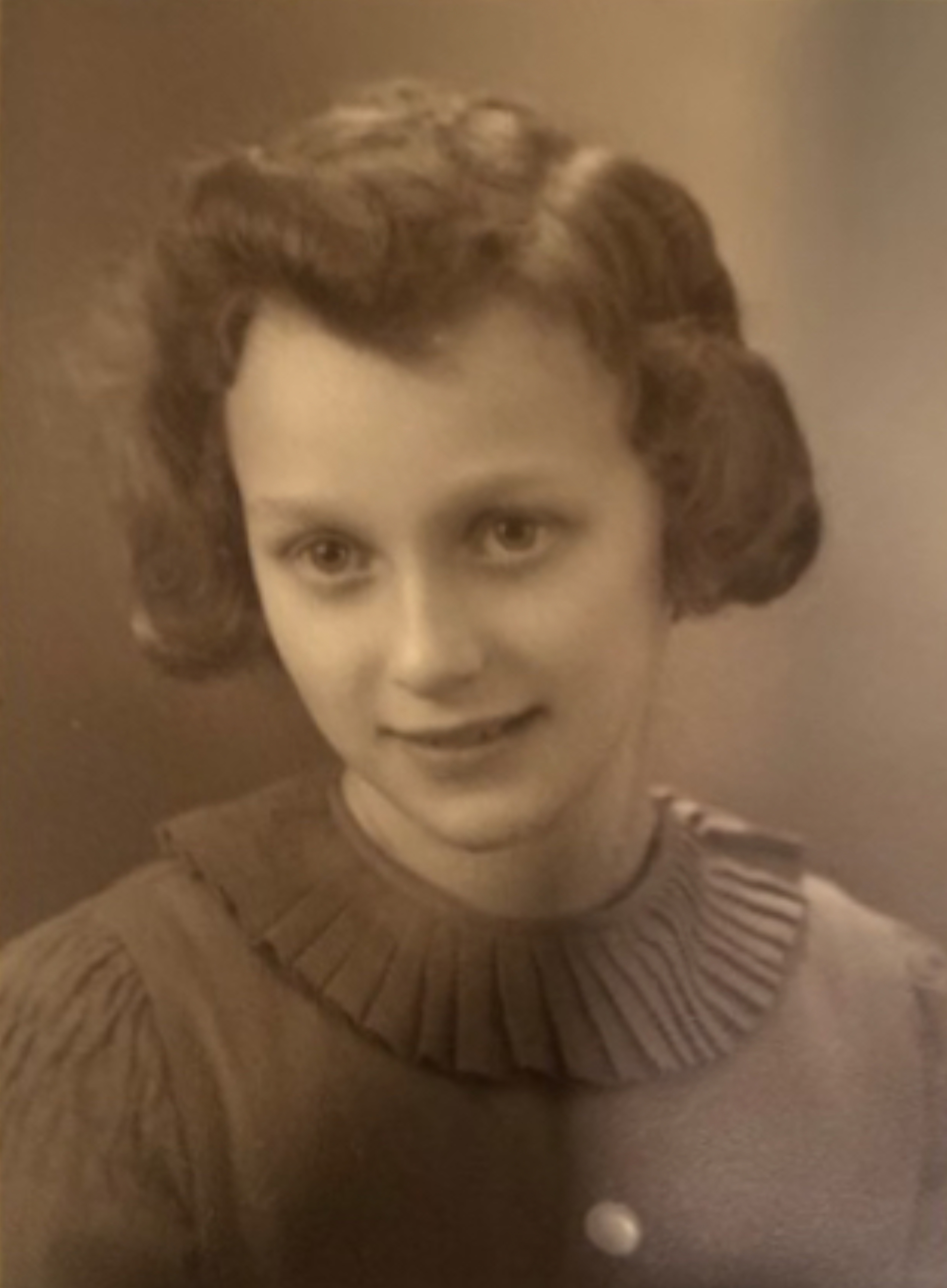
Ruth Wertheim als Kind

Bertel Ruth Wertheim (geboren 28. März 1927 in Gießen; gestorben 27. Januar 1994 in Florida, USA) war eine deutsche Jüdin und Holocaust-Überlebende. Sie gilt als die einzige Überlebende der deportierten Juden aus Londorf. Sie ist die Mutter des Umwelt- und Wirtschaftswissenschaftlers und Präsidenten der Tufts University, Harvard, Lawrence S. Bacow.

## Lebensweg

### Kindheit und Jugend
Ruth Wertheim wurde am 27. März 1927 als zweites Kind von Leopold Wertheim und Emma Wertheim, geb. Stern, in Gießen geboren und wuchs im mittelhessischen Londorf auf, wo sie eine sorglose Kindheit hatte. Ihre größere Schwester Ingeborg war 5 Jahre älter als sie.
Wertheim wurde im Jahr 1933 eingeschult. In einem Brief erläuterte sie Jahrzehnte später, wie sehr sie sich als Kind auf die Schule gefreut habe. Das erste Schuljahr verlief für Ruth positiv. Im Jahr 1934, als Ruth die zweite Klasse besuchte, war ihr schulischer Alltag als einziges jüdisches Kind an der Schule von Ausgrenzung geprägt. Als sie blutend und mit blauen Flecken nach Hause kam, nahmen sie ihre Eltern von der Schule.
Ab dem Januar 1938 besuchte Wertheim die Jüdische Bezirksschule in Offenbach am Main. Sie wohnte bei einer jüdischen Witwe. Als sie eines Morgens zur Schule lief, wurde sie Zeugin, wie die Schule im Rahmen der Novemberpogrome 1938 in Brand gesetzt wurde. Das verängstigte Mädchen rannte nach Hause und fuhr bald wieder nach Londorf zurück. Mithilfe einer jüdischen Organisation besuchte Wertheim ab dem Februar 1939 die Jüdische Bezirksschule in Bad Nauheim. Dort lernte sie Hannelore Militzer-Noe kennen. Hannelore musste ebenfalls ihr Zuhause nach den Novemberpogromen verlassen. Die Zeit in Bad Nauheim war die besten ihres jungen Lebens, so berichtete es Ruth Wertheim in einem Brief. Auf Anweisung der Stadt Bad Nauheim schloss die Schule im Juni 1939.
Nach einem kurzen Aufenthalt in einem Mädcheninternat und dem Unterkommen in einem jüdischen Institut besuchte Wertheim die Volksschule Philanthropin ab dem Dezember 1939. Ab dem Jahr 1941 besuchte Ruth keine Schule mehr. Sie blieb mit ihren Eltern in Londorf, wo sie unter Lebensmittelknappheit und Antisemitismus litten. Ihre Schwester Ingeborg musste in einer Munitionsfabrik in Gießen arbeiten und wurde wegen eines Gesprächs mit einem französischen Kriegsgefangenen verhaftet. Sie kam im Juli 1942 ins KZ Ravensbrück und im Oktober 1942 ins KZ Auschwitz, wo sie ermordet wurde.

### Deportation und Befreiung
1941 gab es 15 jüdische Einwohner in Londorf. Die letzten elf jüdischen Bewohner wurden am 14. September 1942 deportiert. Einige Tage vor der Maßnahme, die im NS-Sprachgebrauch als „Evakuierung“ bezeichnet wurde, musste die Familie Wertheim Bargeld und Schmuck bei den Behörden abgeben. Die Wohnungsausstattung im Wert von rund 4000 Reichsmark wurde der Nationalsozialistischen Volkswohlfahrt für rund 1000 Reichsmark überlassen, die sie für rund 8000 Reichsmark versteigerte. Unter den Deportierten waren Ruth Wertheim und ihre Eltern sowie ihr Großvater David Stern. Sie kamen am 27. September 1942 in das KZ Theresienstadt. Im Oktober 1944 wurde sie mit ihren Eltern in das KZ Auschwitz deportiert. Dort wurden ihre Eltern, Leopold und Emma Wertheim, ermordet. Wertheim überlebte unter schwierigsten Bedingungen weitere zwei Wochen, bis sie im November 1944 nach Merzdorf in ein Außenlager des KZ Groß-Rosen deportiert wurde. Dort leistete mit 400 weiteren Frauen sie Zwangsarbeit in der Fallschirmproduktion.
Am 5. Mai 1945 wurde Wertheim von russischen Truppen befreit. Nach einem kurzen Aufenthalt in einem Lazarett ging sie zu Fuß 500 Kilometer quer durch Deutschland zu ihrem Heimatort Londorf zurück. Dort erfuhr sie, dass sie die einzige der aus ihrem Heimatort deportierten Juden war, die den Holocaust überlebten. In einer Erhebung von Basisdaten zur Verlegung von Stolpersteinen im Bereich Gießen werden unter den Deportierten aus Londorf acht Personen aufgeführt. Als einzige Überlebende wird Ruth Wertheim genannt. Auch war sie die einzige Überlebende aus ihrer Familie. Von Londorf aus trat sie in Briefkontakt mit Verwandten in den USA, die bereits im Jahr 1936 emigriert waren. Sie versuchte, nach Frankreich zu gelangen, wurde aber an der Grenze zurückgewiesen.

### In den Vereinigten Staaten

Ruth Wertheim als Ruth Bacow vorne links mit ihrer Familie

Im Juli 1946 kam Wertheim mit dem „Second Liberty Ship“, das Displaced Persons in die Vereinigten Staaten brachte, in New York an und wurde von ihrem Cousin abgeholt. Dort suchte sie sich eine Arbeit und begann ein neues Leben. In den Vereinigten Staaten lernte Wertheim den Anwalt Mitchell Bacow (1915–2007) kennen. Die beiden heirateten an ihrem 21. Geburtstag. Ihre zwei Kinder sind Lawrence S. Bacow und Elaine Simonson.
Ruth Wertheims Grabstätte befindet sich in Boynton Beach, Palm Beach County, Florida, USA.

## Rezeption und Gedenken
- Wertheims Lebensweg ist in dem von Hanno Müller herausgegebenen Buch Juden in Rabenau. Geilshausen, Kesselbach, Londorf, Rüddingshausen - Jüdische Schüler in Grünberg dokumentiert.[14]
- Eine Aufzeichnung eines Interviews mit Ruth Wertheim über ihre Erfahrungen befindet sich im Visual History Archive der Shoah Foundation bei der University of Southern California. Der Gründer der Shoah Foundation, Steven Spielberg, hob Wertheims Beitrag als bedeutsam hervor.[15]

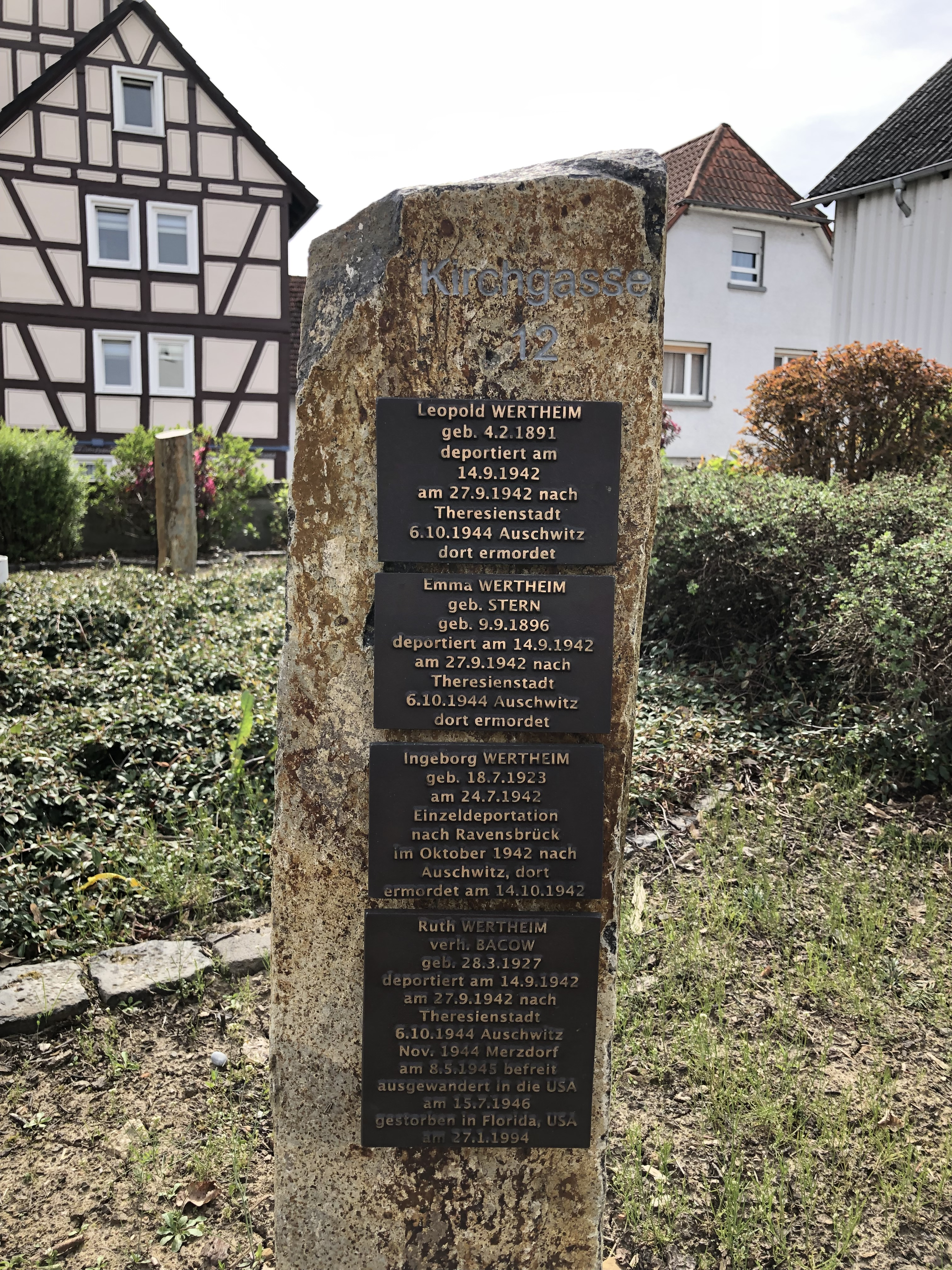
Stele für die Familie Wertheim in der jüdischen Gedenkstätte in Londorf

Am 14. September 2022, dem 80. Jahrestag der Deportation oberhessischer Juden, wurde in Londorf eine Gedenkstätte eingeweiht. Sie besteht aus 16 Stelen für jede frühere Familie jüdischen Glaubens im Ort. Auf den Stelen stehen die einstige Anschrift, die Namen und die Kurzbiographien der Personen, darunter Ruth Wertheim und ihre Familie. Bei der Einweihung waren auch ihre Kinder Lawrence Bacow und Lainey Simonson anwesend.